# Cyrtodactylus eisenmanae
Espèce
Cyrtodactylus eisenmanae est une espèce de geckos de la famille des Gekkonidae.

## Répartition
Cette espèce est endémique de Hon Son dans la province de Kiên Giang au Viêt Nam.

## Étymologie
Cette espèce est nommée en l'honneur de Stephanie Eisenman.

## Publication originale
- Ngo, 2008 : Two new cave-dwelling species of Cyrtodactylus Gray (Squamata: Gekkonidae) from Southwestern Vietnam. Zootaxa, n. 1909, p. 37–51.